# Liste von Fußballvereinen, die nach fiktiven oder mythologischen Figuren benannt sind
Diese Liste führt Fußballvereine, die nach fiktiven, mythologischen/religiösen Figuren/Personen benannt sind, auf.

## Kriterien
Ein Fußballverein wird in die Liste aufgenommen, wenn folgende Kriterien erfüllt sind:
- Der Vereinsname wurde bewusst und absichtlich nach einer fiktiven, mythologischen oder religiösen Figur/Person gewählt.
- Die namensgebende Person ist entweder nachweislich nicht real oder ihre Existenz ist nicht belegbar. Es ist dabei unerheblich, ob diese Figur eine Verbindung oder einen Bezug zum Verein hatte.
- Der Vereinsname muss entweder den Vor- oder Nachnamen, den vollständigen Namen oder einen Spitznamen der betreffenden Figur enthalten.
- Zusätzlich ist der personenbezogene Ursprung des Vereinsnamens in der Spalte „Geschichte“ zu erklären. Dadurch können auch Vereine aufgenommen werden, die ihren Namen nachträglich geändert haben.

Folgende Kriterien schließen die Aufnahme eines Vereins aus:
- Vereine, deren Namen von einem Unternehmen stammt, das gleichzeitig den Namen seines Gründers trägt (z. B. Nike Football Academy)[1].
- Vereine, deren Namen einen geografischen Bezug haben, insbesondere wenn der Name der Stadt auf eine fiktive, mythologische oder religiöse Figur/Person zurückzuführen ist (z. B. AEK Athen).
- Namen, die sich auf fiktive oder mythologische Gegenstände, Orte oder Tiere beziehen, werden nur dann aufgenommen, wenn diese mit einer fiktiven Figur oder Person assoziiert werden und im entsprechenden Abschnitt zugeordnet sind.

## Vereine nach fiktiven/mythologischen/religiösen Figuren/Personen

### Nordische Mythologie
| Name             | Land     | Figur | Geschichte                                                    |
| ---------------- | -------- | ----- | ------------------------------------------------------------- |
| Frigg Oslo FK    | Norwegen | Frigg | Benannt nach der nordischen Göttin Frigg, der Gemahlin Odins. |
| Thor Akureyri    | Island   | Thor  | Nach dem Gott des Donners, Þór (Thor), benannt.               |
| Randers Freja    | Dänemark | Freja | Benannt nach der nordischen Göttin der Liebe und Ehe, Freja.  |
| IK Aalborg Freja | Dänemark | Freja | Benannt nach der nordischen Göttin der Liebe und Ehe, Freja.  |

### Germanische Mythologie
| Name                                   | Land                                          | Figur    | Geschichte |
| -------------------------------------- | --------------------------------------------- | -------- | --- |
| Hertha BSC                             | Deutschland                                   | Hertha   | Der Verein ist nicht direkt nach der Göttin Hertha benannt, sondern nach einem Dampfer namens „Hertha“, inspiriert von der germanischen Göttin. |
| FC Viktoria Pilsen                     | Tschechien                                    | Victoria | Benannt nach der römischen Siegesgöttin Victoria.                                                                                               |
| FC Victoria Rosport                    | Luxemburg                                     | Victoria | Benannt nach der römischen Siegesgöttin Victoria.                                                                                               |
| FC Viktoria Köln                       | Deutschland                                   | Victoria | Benannt nach der römischen Siegesgöttin Victoria.                                                                                               |
| FC Viktoria 1889 Berlin                | Deutschland                                   | Victoria | Benannt nach der römischen Siegesgöttin Victoria.                                                                                               |
| Weitere nach Victoria benannte Vereine | Deutschland, Honduras, Tschechien, Österreich | Victoria | SC Victoria Hamburg, SV Viktoria Aschaffenburg (Deutschland), SC Wiener Viktoria (Österreich), FC Viktoria Marienbad (Tschechien)               |

### Griechische Mythologie
| Name                                            | Land                     | Figur             | Geschichte |
| ----------------------------------------------- | ------------------------ | ----------------- | --- |
| Ajax Amsterdam                                  | Niederlande              | Ajax              | Benannt nach dem antiken griechischen Helden Ajax.                                                                   |
| Rabat Ajax FC                                   | Malta                    | Ajax              | Benannt nach dem antiken griechischen Helden Ajax.                                                                   |
| Weitere nach Ajax benannte Vereine              | Finnland, Estland, Malta | Ajax              | Ajax-Sarkkiranta (Finnland), FC Ajax Lasnamäe (Estland), Kercem Ajax FC (Malta)                                      |
| Apollon Limassol                                | Zypern                   | Apollon           | Benannt nach dem griechischen Gott Apollon.                                                                          |
| Apollon Pontou                                  | Griechenland             | Apollon           | Benannt nach dem griechischen Gott Apollon.                                                                          |
| Apollon Smyrnis                                 | Griechenland             | Apollon           | Benannt nach dem griechischen Gott Apollon.                                                                          |
| Weitere nach Apollon benannte Vereine           | Griechenland, Zypern     | Apollon           | Apollon Kryas Vrysis, Apollon Efpaliou, Apollon Paralimniou, Apollon Larisas (Griechenland), Apollon Geriou (Zypern) |
| Aris Thessaloniki                               | Griechenland             | Ares              | Nach dem griechischen Kriegsgott Ares benannt.                                                                       |
| FC Aris Bonnevoie                               | Luxemburg                | Ares              | Benannt nach dem griechischen Kriegsgott Ares.                                                                       |
| Aris Limassol                                   | Zypern                   | Ares              | Benannt nach dem griechischen Kriegsgott Ares.                                                                       |
| Weitere nach Ares benannte Vereine              | Griechenland, USA        | Ares              | Aris Rethymnou, Aris Skalas, Aris Soudas (Griechenland), Eau Claire Aris FC (USA)                                    |
| Atalanta Bergamo                                | Italien                  | Atalanta          | Der Verein ist nach der griechischen Heldin Atalanta benannt.                                                        |
| Heracles Almelo                                 | Niederlande              | Herakles/Herkules | Benannt nach dem griechischen Helden Herakles.                                                                       |
| Hercules Alicante                               | Spanien                  | Herakles/Herkules | Benannt nach dem griechischen Helden Herakles.                                                                       |
| Iraklis FC                                      | Griechenland             | Herakles/Herkules | Benannt nach dem griechischen Helden Herakles.                                                                       |
| SV Iraklis Hellas Hannover                      | Deutschland              | Herakles/Herkules | Benannt nach dem griechischen Helden Herakles.                                                                       |
| Weitere nach Herakles/Herkules benannte Vereine | Niederlande, Finnland    | Herakles/Herkules | USV Hercules (Niederlande), JS Hercules (Finnland)                                                                   |
| Prometei-Dynamo St. Petersburg                  | Russland                 | Prometheus        | Benannt nach dem Titanen Prometheus.                                                                                 |
| Poseidon Nea Michaniona FC                      | Griechenland             | Poseidon          | Nach Poseidon, dem Gott des Meeres und Bruder von Zeus.                                                              |
| GIF Nike                                        | Schweden                 | Nike              | Benannt nach der griechischen Siegesgöttin Nike.                                                                     |
| FC Ulisses Jerewan                              | Armenien                 | Odysseus          | Benannt nach Odysseus, dem griechischen Helden.                                                                      |
| Odysseas Anagennisi FC                          | Griechenland             | Odysseus          | Benannt nach Odysseus, einem Helden der griechischen Mythologie.                                                     |
| Weitere nach Odysseus benannte Vereine          | Griechenland             | Odysseus          | Odysseas Glyfadas, Odysseas Nydriou, AS Odysseas Kordelio (Griechenland)                                             |
| Rapid Athene                                    | Norwegen                 | Athene            | Benannt nach der griechischen Göttin Athene.                                                                         |

### Römische Mythologie
| Name                                  | Land                           | Figur   | Geschichte |
| ------------------------------------- | ------------------------------ | ------- | --- |
| Fortuna Düsseldorf                    | Deutschland                    | Fortuna | Die Namensgebung nach der römischen Schicksals- und Glücksgöttin wurde inspiriert durch ein zufällig an den Vereinsgründern vorbeifahrendes Pferdefuhrwerk einer Brotfabrik namens Fortuna. |
| Fortuna Sittard                       | Niederlande                    | Fortuna | Benannt nach der römischen Glücks- und Schicksalsgöttin Fortuna. |
| SC Fortuna Köln                       | Deutschland                    | Fortuna | Benannt nach der römischen Glücks- und Schicksalsgöttin Fortuna. |
| Weitere nach Fortuna benannte Vereine | Deutschland, Spanien, Armenien | Fortuna | RC Celta Fortuna (Spanien), FC Fortuna Erewan (Armenien), Fortuna Magdeburg, VfB Fortuna Chemnitz, Fortuna Regensburg, Fortuna Babelsberg, SC Fortuna Bonn, (Deutschland)                   |
| Club Esportiu Jupiter                 | Spanien                        | Jupiter | Benannt nach dem römischen Wettergott Jupiter. |

### Weitere religiöse Figuren
| Name                   | Land            | Figur       | Geschichte                                                                                              |
| ---------------------- | --------------- | ----------- | --- |
| St. Patrick's Athletic | Republik Irland | St. Patrick | Benannt nach dem Heiligen Patrick, dem Schutzpatron Irlands.                                            |
| Lincoln Red Imps FC    | Gibraltar       | Lincoln Imp | Benannt nach Lincoln Imp, einer grotesken Figur an einer Wand in der Kathedrale von Lincoln in England. |

### Fiktive Figuren aus Literatur, Film und der Popkultur
| Name                  | Land        | Figur            | Medium          | Geschichte |
| --------------------- | ----------- | ---------------- | --------------- | --- |
| CS Lebowski           | Italien     | The Big Lebowski | Film            | 2004 spalteten sich Fans des AC Florenz ab und gründeten den AC Lebowski. Der Name stammt vom Film „The Big Lebowski“, in dem der Charakter „The Dude“ fälschlicherweise als der reiche Geschäftsmann Big Lebowski verwechselt wird. |
| FC POHU/Simpsons      | Finnland    | Bart Simpson     | Serie           | In finnischen Amateurvereinen existieren zwei Teams, die unter den Namen FC POHU/Simpsons und FC Bart Simpsonin Kesäloma bekannt sind. |
| FC Santa Claus        | Finnland    | Santa Claus      | Werbung         | Der Name geht auf die Legende zurück, dass Rovaniemi in Finnland die Heimatstadt des Weihnachtsmanns ist. |
| FC Tarzan             | Finnland    | Tarzan           | Film/Comic/Buch | Benannt nach der fiktiven Figur Tarzan. |
| FC Heisenberg         | Finnland    | Walter White     | Serie           | Benannt nach dem Pseudonym „Heisenberg“, das der Hauptcharakter Walter White in der Erfolgsserie Breaking Bad verwendet. |
| FC Jokerit            | Finnland    | Joker            | Kartenspiel     | Benannt nach der Jokerfigur aus Kartenspielen. |
| SV Robin Hood         | Surinam     | Robin Hood       | Film/Buch       | Benannt nach dem Helden aus verschiedenen mittelalterlichen bis neuzeitlichen Geschichten. |
| The Robin Hood FC     | Bermuda     | Robin Hood       | Film/Buch       | Benannt nach dem Helden aus verschiedenen mittelalterlichen bis neuzeitlichen Geschichten. |
| Club Sportivo Ben Hur | Argentinien | Judah Ben-Hur    | Film            | Während einer Besprechung zur Namensfindung für den neuen Verein brachte ein Teilnehmer, inspiriert vom Kinofilm Ben Hur, die Idee ein, den Club nach dem Titelhelden zu benennen. Der Film, der die Geschichte eines starken und unerschütterlichen Kriegers erzählt, symbolisierte für die Gruppe die Ideale von Mut, Entschlossenheit und Größe. Dieser Vorschlag fand großen Anklang, und der Verein erhielt den Namen Club Sportivo Ben Hur. |
| Odds BK               | Norwegen    | Orvar Odd        | Buch/Roman      | Gegründet unter dem Namen IF Odd, leitet sich der Name von Viktor Rydbergs Roman „Seierssverdat“ ab, in dem eine der Hauptfiguren ein norwegischer Sportler namens Orvar Odd ist. |

### Andere fiktive Figuren
| Name       | Land  | Figur       | Geschichte |
| ---------- | ----- | ----------- | --- |
| Lech Posen | Polen | Herzog Lech | Der Vereinsname „Lech“ geht auf den historischen Gründungsvater „Herzog Lech“ zurück, der der Legende nach den Grundstein für das heutige Polen gelegt haben soll. |

### Vereinsnamen, mit denen man fiktive oder mythologische Figuren assoziiert
| Name                | Land         | Herkunft             | Geschichte |
| ------------------- | ------------ | -------------------- | --- |
| NJ/NY Gotham FC     | USA          | DC/Batman-Universum  | 2021 wurde der Verein in NY/NJ Gotham FC umbenannt. Gotham ist die fiktive Stadt, in der der Dark Knight in Comics, Serien und Filmen gegen das Verbrechen kämpft. |
| FK Mjølner          | Norwegen     | Nordische Mythologie | Benannt nach Mjolnir, dem Hammer von Thor aus der nordischen Mythologie.                                                                                           |
| SK Grane Nordstrand | Norwegen     | Nordische Mythologie | Benannt nach dem Pferd Grani aus der nordischen Mythologie. |
| King Kong FC        | Sierra Leone | Film/Comic           | Benannt nach dem fiktiven riesen Menschenaffen King Kong und wurde 2016 in Freetown gegründet.                                                                     |
| Godzilla United     | Südsudan     | Film/Comic           | Benannt nach dem japanischen Filmmonster Godzilla. |